# Фонетична транскрипція білоруської мови
Фонетична транскрипція білоруської мови відображає особливості білоруського усного мовлення. Проводиться за спеціальною системою запису. Кожна літера в транскрипції позначає лише один звук (а не поєднання звуків) і береться у квадратні дужки [ ].
В основі білоруської транскрипції лежать літери білоруського алфавіту. Але оскільки в білоруській мові звуків більше, ніж букв, для позначення деяких звуків використовуються окремі букви з інших графічних систем (латинської, грецької) і спеціальні діакритичні знаки.

## Основні правила
Звуки, що позначаються буквами а, о, у, ы, і, э, у транскрипції передаються відповідними знаками [а], [о], [у], [ы], [і], [э].
Йотичні голосні е, ё, ю, я передаються як [э], [о], [у], [а] із зазначенням м'якості попереднього приголосного.
Диграфи дз і дж зазвичай транскрибуються латинськими літерами [z] і [ž] відповідно, що вказує на їх злиту вимову.
Якщо літера г позначає фрикативний звук, то в транскрипції він позначається знаком γ (σя [γ] оння), якщо це вибуховий звук, то він позначається знаком г ([г] узік).
Діакритичні знаки позначають такі особливості звуків:
- (') — позначає м'якість приголосного: [с'м'] ех, [б'] яроза, б [л']ісковіца;
- (:) — позначає подовження приголосного: узбярэ[ж:]а, світа[н:]е, паме[ж:]а ;
- (́) — позначає головний наголос над голосним наголошеного складу, завжди вказується в транскрипції окремих слів: [в'іхл'áт'], [в'ішн'а];
- (̀) — позначає побічний наголос у складних словах: [кінець множини];
- (‿) — позначає одне звукове слово: [у‿хáц'э], [на‿вуха], [γл'áг'‿жа].

Велика літера, знаки пунктуації та дефіс у фонетичній транскрипції не вживаються. Невеликі паузи в середині фрази позначаються як [/], довгі — як [//].

### Зразок фонетичної транскрипції
Якраз у той дзень яшчэ з раніцы павіслаў паветры страшэнная парнасць. Зморанае бясконцай гарачынёй усё жывое быццам анямела і прынікла да зямлі. Падвечар на падымацца адна поўдні пачалі за другой папялістыя хмаркі. Яны выплывалі з за гарызонта, паволі рассцілаліся па небе, насцігалі адна другую, зліваліся і раслі ў вялікую чорную хмару.
[jакрас у той z'эн'I јашчэ з раніцы / пав'ісла ў пав'этры / страшэнаја парнасц || ус'о жывојэ быцам анжела / і прынікла да з'амл'і / падв'эчар на поўдні 1 пачалі падымаца адна за дру ой пап'ал'iстыја хмарк'і // 'аны выплывалі за јарызонта || паволі расц'ілал'ic'а па н'эб'э // нас'ці алі адна грууују | з'л'івал'с'а і раслі ў в'ал'ікују чорнују хмару]
Саме того дня з самого ранку в повітрі висіла жахлива вогкість. Змучене нескінченною спекою все живе ніби заціпеніло і впало на землю. У другій половині дня з півдня одна за одною почали підніматися попелясті хмари. Вони випливли з-за обрію, повільно розпливлися по небу, наздогнали одна одну, злилися і виросли у велику чорну хмару.